# Stenatkina imitata
Stenatkina imitata är en insektsart som beskrevs av Young 1986. Stenatkina imitata ingår i släktet Stenatkina och familjen dvärgstritar.
Artens utbredningsområde är Myanmar. Inga underarter finns listade i Catalogue of Life.